# Cyclotoma monticola
Cyclotoma monticola es una especie de coleóptero de la familia Endomychidae.

## Distribución geográfica
Habita en la India.